# Nomisia exornata
Nomisia exornata är en spindelart som först beskrevs av Carl Ludwig Koch 1839.  Nomisia exornata ingår i släktet Nomisia och familjen plattbuksspindlar. Inga underarter finns listade i Catalogue of Life.